# つや姫
つや姫（つやひめ）は、イネ（米）の栽培品種の1つである。日本の山形県で誕生した。山形県では「雪若丸」とともに、「はえぬき」「どまんなか」に代わる新ブランド米として、県を上げて全国にアピールしている。2009年（平成21年）に公募と県民投票により「つや姫」と命名され、2019年（令和元年）にはデビュー10周年記念イベントが開催された。

## 概要
1998年に山形県立農業試験場庄内支場（現：山形県農業総合研究センター水田農業試験場）で、「東北164号」を父、「山形70号」を母として交配が行われ、27粒の種子を採種した。その後、世代促進を行った後代を選抜・育成し、2005年の雑種第9代に「山形97号」の地方番号を付与し、奨励品種決定調査等の各種試験に供試した。
2008年に山形県で奨励品種に指定採用されて以降は、以下の県において奨励品種指定が行われた。
| 採用年度 | 県名   |
| -------- | ------ |
| 2008年   | 山形県 |
| 2009年   | 宮城県 |
| 2011年   | 大分県 |
| 2012年   | 島根県 |
| 2012年   | 長崎県 |

## ブランド米への展開
山形県では全国的な知名度を上げるため、他県での作付けを促すとともに流通ロットの確保を図り、長期的には全国ブランドの銘柄米並みのシェアを目指す戦略展開を行った。
種子の譲渡条件として、高品質の確保と産地拡大を狙うため、山形県内では県が認定した農家に限定し、他都道府県に対しては奨励品種への採用を前提とした。ただし大分県は試験段階から種子の譲渡を受けている。

### 山形県の戦略
2007年度（平成19年度）、2010年10月のデビューに向けた3ヵ年戦略を策定し、ブランド化戦略を具体的に展開するため、山形県農林水産部県産米ブランド推進課により「山形97号（つや姫）ブランド化戦略実施本部」が設置された。
2007年度に全国で適応性試験を実施した結果、2009年には宮城県で本品種が奨励品種として採用された。 
2008年度（平成20年度）には名称の公募と決定が行われ、2009年度（平成21年度）には、ロゴマーク、キャッチフレーズ、米袋デザインを決定し、山形県と東京都でプレデビューイベントを開催。本格販売に向けて試験的な販売が行われた。
ロゴマーク等のデザインには、後に東京オリンピックエンブレムやサントリーのトートバッグにおいて盗作騒動を起こすことになる佐野研二郎をブランドデザイナーに起用し、ロゴには米どころ山形と日本（日の丸）で「新しい和」をイメージする以下の3要素を織り込んだ。
- 米の「※」という記号
- 山に囲まれた山形の大地
- 朝日（日の丸＝日本）

2010年度（平成22年度）には本格デビューとして、山形県内および全国でデビューイベントを開催した。同年産の生産者2,573名が認定され、良食味・高品質米を確保するため、食味の指標である玄米粗タンパク質含有率による出荷基準が新たに設定された（出荷基準：6.4%以下（水分15%換算））。

### 名称決定までの経緯
全国から応募のあった34,206点の名称の中から、最終的に7点に絞られた後、県民投票が実施された。
- 1位：「山形97号」
- 2位：「出羽穂の香」
- 3位：「つや姫」

この結果を踏まえ「山形97号ブランド化戦略実施本部」では、商品特性が伝わりやすいことや首都圏等在住の女性からの評価が高いことなどから、2009年2月23日に名称を「つや姫」に決定した。また名称決定には、他県（当初は特に宮城県）での奨励品種採用を推進するため「山形・出羽国」が前面に出る名称を避けることも考慮された。

### 商標登録
「つや姫」の品種登録出願が2009年4月22日付けで公表され、同年8月21日付けで商標登録が行われた。
商標登録は中国・香港・台湾でも行われた。

### 宣伝広告
2009年度から日本プロサッカーリーグ（Jリーグ）に加盟するモンテディオ山形のユニフォームに「つや姫」のロゴが掲出されている。2014年まで胸部、2015年から背中部に掲出。山形県と山形県農業協同組合中央会（JAグループ山形）の共同スポンサード。

## 品種特性
- 出穂期・成熟期ともコシヒカリ並で、山形県では晩生に属する[16]。
- 収穫時期はコシヒカリと同じ。
- 稈長（稲の背丈）はコシヒカリより短く、耐倒伏性はコシヒカリより強いやや強[2][16]。
- 単位収穫量はコシヒカリよりやや少ない[2][16]。
- いもち病真性抵抗性導入遺伝子は「Pii,Pik」。葉いもち抵抗性は強、穂いもち抵抗性は（強）、障害型耐冷性・穂発芽性はともに中である[16]。
- 玄米千粒重はコシヒカリと同じ22g程度[16]。
- 玄米に光沢があり、白未熟粒の発生が少なく高品質であり、炊飯米の外観と味が優れコシヒカリ以上の極良食味である[16]。
  - （財）日本穀物検定協会の食味官能試験において、外観については「つやがある」「粒がそろっている」など、味については「甘みがある」「うまみがある」などの評価が得られている[17]。
  - 分光測色計による炊飯米の白色度はコシヒカリより高い[16]。
  - 炊飯米は表層の硬さの値が大きく、粒が崩れにくくしっかりしており[18]、全体の物性も優れた良好なバランス度が得られる。
  - 慶應義塾大学先端生命科学研究所の分析では、アミノ酸であるグルタミン酸とアスパラギン酸がコシヒカリより多く含まれている[19]。
- 財団法人日本穀物検定協会におけるランキングでは、2008年・2009年産米[20]とも、参考品種ながら特Aにランクした。
  - 2008年産は、同年の特Aランク21銘柄のうち最高評価を得た山梨県峡北（北杜市）産コシヒカリと並ぶ評価を得た。
- 2010年夏の記録的猛暑では、一等米比率が全国平均で63%（新潟県ではコシヒカリ17%、県全体で19%）と過去最低となったが、山形県産つや姫は一等米比率98%（県全体で76%）で国内品種の最高値であった。高温耐性は予想されていたが山形県としても想定外の好成績で、気候温暖化による高温障害が相次ぐ西日本各県の注目を集めている[21]。

### 生育特性
一例として、山形県での栽培時期を示す。
- 播種日 … 4月20日
- 田植え日 … 5月15日
- 出穂期 … 8月14日
- 登熟期間 … 8月15日 - 9月25日

### 祖先品種
- 種子親（母）：山形70号
- 花粉親（父）：東北164号
- 母系祖母：山形48号（コシヒカリ葯培養による突然変異）
- 母系祖父：キヌヒカリ（北陸122号）
- 父系祖母：味こだま（新潟30号）
- 父系祖父：ひとめぼれ（東北143号）

## 種苗法違反・育成者権侵害問題
前述のとおり、山形県はつや姫を戦略的品種として重視し、種子の譲渡には県の許可が必要である。奨励品種に導入した各県にも同様の措置を求めている。
2012年7月に山形県の通報により、山形県警は種苗法違反（育成者権の侵害）の疑いで、愛知県の農業男性を逮捕した。男性は密かに手に入れた種籾を栽培し、以前より個人ウェブサイト上でその譲渡を喧伝していた。DNA鑑定でつや姫と確認されたことから逮捕につながった。
山形県では2005年にもサクランボ種苗の海外持ち出し事件で、オーストラリアの生産販売業者に訴訟を起こしている（2007年に和解）。
こうした事件は山形県に限らず頻発しており、付加価値を高めた農業品種育成を進めている日本国内の各県や農業団体にとっての大きな問題となっている。　